# Saint-Sauveur-des-Landes
Saint-Sauveur-des-Landes är en kommun i departementet Ille-et-Vilaine i regionen Bretagne i nordvästra Frankrike. Kommunen ligger i kantonen Fougères-Sud som tillhör arrondissementet Fougères-Vitré. År 2022 hade Saint-Sauveur-des-Landes 1 565 invånare.

## Befolkningsutveckling
Antalet invånare i kommunen Saint-Sauveur-des-Landes
Referens:INSEE